# Shidaisaurus
Shidaisaurus jinae
Genre
Espèce
Shidaisaurus est un genre de dinosaures théropodes du Jurassique retrouvé dans la formation géologique de Upper Lufeng, au Yunnan (Chine). L'espèce-type, et unique espèce du genre, Shidaisaurus jinae, a été décrite par Xiao-chun Wu et al. en 2009. Les noms générique et spécifique font référence à Jin-Shidai (« âge d'or »), une compagnie exploitant le Jurassic World Park situé près du site où ont été retrouvés les fossiles.
Le genre est basé sur l'holotype DML-LCA 9701-IV.